# Moçambola 2022
La Moçambola 2022 fue la 46.ª temporada de la Moçambola, el torneo de fútbol más importante de Mozambique. La temporada comenzó el 7 de mayo de 2022 y terminó el 4 de diciembre del mismo año.
La liga fue reducida a 12 equipos debido a que la Moçambola 2 2021 no se realizó.

## Equipos participantes

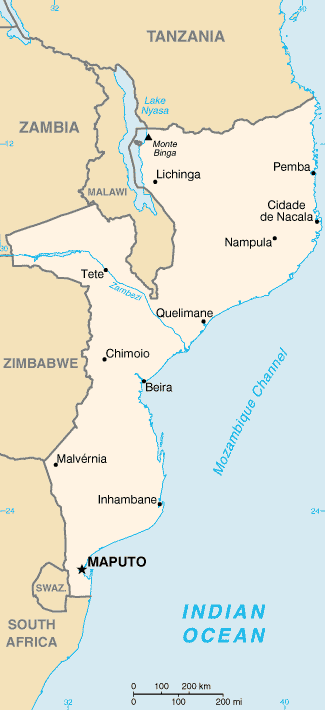
Mozambique.

| Club                 | Localidad  | Estadio                           |
| -------------------- | ---------- | --------------------------------- |
| Black Bulls          | Maputo     | Estádio de Matola                 |
| CD Costa do Sol      | Maputo     | Estádio do Costa do Sol           |
| Ferroviário Beira    | Beira      | Estadio Ferroviario               |
| Ferroviário Lichinga | Lichinga   | Estádio Municipal 1º De Maio      |
| Ferroviário Maputo   | Maputo     | Estadio de Machava                |
| Ferrviário Nacala    | Nacala     | Estádio do Maxaquene              |
| Ferroviário Nampula  | Nampula    | Estádio 25 De Junho               |
| GD Incomáti          | Xinavane   | Campo de Xinavane                 |
| LD Maputo            | Maputo     | Estádio Liga Muçulmana            |
| Matchedje Mocuba     | Mocuba     | Campo do Ferroviário de Quelimane |
| UD Songo             | Songo      | Estádio 27 de Novembro            |
| Vilankulo FC         | Vilanculos | Estádio Municipal de Vilanculos   |

## Desarrollo

### Clasificación
| Pos. | Equipo               | Pts. | PJ | G  | E  | P  | GF | GC | Dif. | Clasificación 2023-24                  |
| ---- | -------------------- | ---- | -- | -- | -- | -- | -- | -- | ---- | -------------------------------------- |
| 1    | UD Songo (C)         | 50   | 22 | 15 | 5  | 2  | 34 | 9  | +25  | Ronda preliminar de Liga de Campeones  |
| 2    | Black Bulls          | 49   | 22 | 15 | 4  | 3  | 45 | 18 | +27  |                                        |
| 3    | Ferroviário Nampula  | 40   | 22 | 12 | 4  | 6  | 25 | 19 | +6   |                                        |
| 4    | Ferroviário Maputo   | 33   | 22 | 9  | 6  | 7  | 23 | 16 | +7   | Ronda preliminar de Copa Confederación |
| 5    | Ferroviário Beira    | 29   | 22 | 6  | 11 | 5  | 25 | 19 | +6   |                                        |
| 6    | Ferroviário Lichinga | 28   | 22 | 8  | 4  | 10 | 21 | 23 | −2   |                                        |
| 7    | CD Costa do Sol      | 28   | 22 | 8  | 4  | 10 | 22 | 27 | −5   |                                        |
| 8    | Vilankulo FC         | 26   | 22 | 7  | 5  | 10 | 21 | 30 | −9   |                                        |
| 9    | Ferroviário Nacala   | 26   | 22 | 8  | 2  | 12 | 20 | 29 | −9   |                                        |
| 10   | GD Incomáti (D)      | 22   | 22 | 4  | 10 | 8  | 12 | 23 | −11  | Descenso a Moçambola 2 2023            |
| 11   | Matchedje Mocuba (D) | 17   | 22 | 4  | 5  | 13 | 16 | 38 | −22  | Descenso a Moçambola 2 2023            |
| 12   | LD Maputo (D)        | 15   | 22 | 3  | 6  | 13 | 13 | 26 | −13  | Descenso a Moçambola 2 2023            |

 Fuente: FMF
Criterios de clasificación: Puntos · Enfrentamientos directos · Diferencia de goles · Goles a favor · Puntos fair-play · Play-off.